# Архив Альберта Эйнштейна

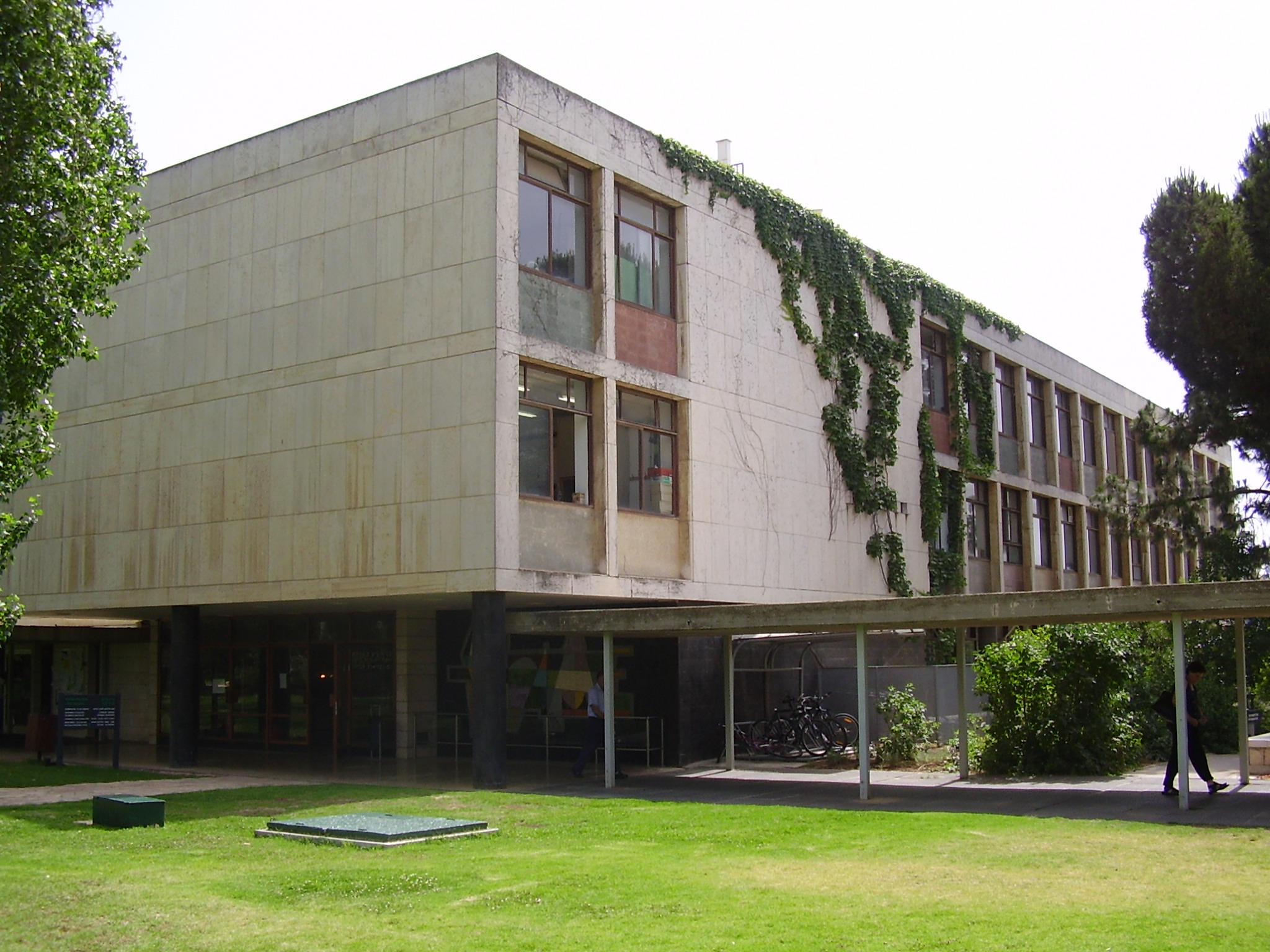
Здание Леви, кампус Еврейского университета в Иерусалиме в Гиват-Рам, где расположен Архив Альберта Эйнштейна

Архив Альберта Эйнштейна — архив в кампусе Еврейского университета в Иерусалиме в Гиват-Рам (Иерусалим, Израиль), в котором хранятся личные документы и рукописи выдающегося физика Альберта Эйнштейна.

## Общая информация

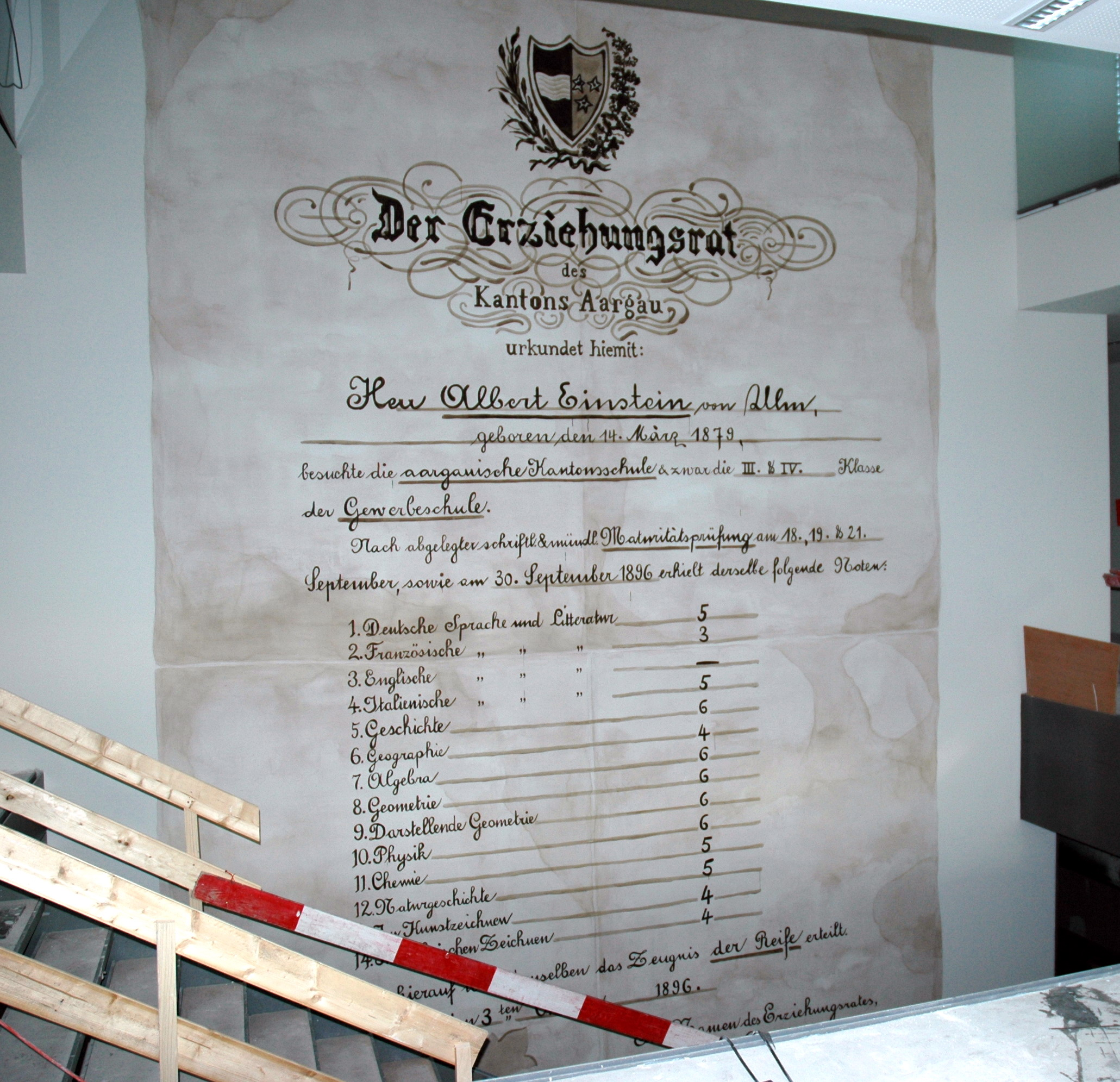
Оценки в школьном аттестате Эйнштейна (1896)

Согласно завещанию Альберта Эйнштейна, его личный архив и авторские права на его труды получил Еврейский университет в Иерусалиме. Архив Альберта Эйнштейна состоит из примерно 55 тыс. единиц хранения. В марте 2012 университет заявил, что он произвел оцифровку архива и планирует сделать его доступным онлайн. Сначала архив опубликовал в открытом доступе 2 тыс. документов. В коллекции архива находятся личные заметки Эйнштейна, любовные письма к различным женщинам, среди которых его будущая вторая жена Эльза Эйнштейн. В онлайн-архив также должно войти письмо Эйнштейна к арабоязычной газете «Фаластин» с предложением создать «тайный совет» из числа арабских и еврейских представителей для решения арабо-израильского конфликта.

## История
Альберт Эйнштейн посетил Палестину в 1923 году. Он провел там 12 дней. Во время этой поездки физик прочитал первую лекцию в истории Еврейского университета в Иерусалиме (кампус на горе Скопус). Это произошло за два года до официального открытия университета в 1925 году. Менахем Усышкин, председатель исполнительного комитета Сионистской организации, пригласил Эйнштейна поселиться в Иерусалиме, но физик больше не приезжал в город. Тем не менее Эйнштейн вошел в состав первого совета правления университета. В 1925 году университет получил оригинал 46-страничной рукописи с изложением общей теории относительности.
Эйнштейн не хранил все свои рукописи, однако, став известным, в 1919 он поручил своей падчерице Ильзе выполнять обязанности секретаря-ассистента. В апреле 1928 года над документами Эйнштейна начала работать Хелен Дукас (1896—1982), систематизируя их, однако сохранилась не вся его исходящая корреспонденция. После прихода к власти нацистов в 1933 году зять Эйнштейна Рудольф Кайзер с помощью посольства Франции вывез бумаги Эйнштейна из Берлина. Часть документов Эйнштейна в его летнем доме в Капуте, Бранденбург была уничтожена, чтобы не допустить их захват нацистами. Несмотря на это, большинство его работ, написанных в 1930—1932 годах, было спасено. Эти документы были доставлены на Габерландштрасе (берлинский дом Эйнштейна), а затем вывезены в Париж. Оттуда его рукописи попали в Принстон, Нью-Джерси, где хранились до смерти физика.
В 1950 году Эйнштейн назначил Хелен Дукас и Отто Натана исполнителями своего завещания, согласно которому все права на его труды передавались Еврейскому университету. После смерти Эйнштейна в 1955 году исполнители завещания на протяжении многих лет систематизировали его архив. В 1960-х годах Хелен Дукас совместно с физиком из Гарвардского университета Джеральдом Холтоном реорганизовали структуру архива, чтобы подготовить его к публикации в рамках совместного проекта Princeton University Press и Еврейского университета в Иерусалиме. На 1982 год архив Эйнштейна вырос с примерно 14 тыс. документов на момент его смерти (1955) до около 42 тыс. документов. Для осуществления этой работы бумаги Эйнштейна были перевезены из его дома в Принстоне в Институт перспективных исследований Принстонского университета.
В 1982 году личный архив Эйнштейна был перевезен в Еврейскую национальную и университетскую библиотеку в Иерусалиме. Над проектом по транспортировке этих документов в Израиль работали президент Еврейского университета Аврахам Харман и Милтон Хандлер из организации «Американские друзья Еврейского университета». Позже из дома Эйнштейна в Принстоне был отправлен ряд других материалов. В 1988 году была создана должность куратора Архива Альберта Эйнштейна, финансируемая Фондом Дибнера (Коннектикут, США).

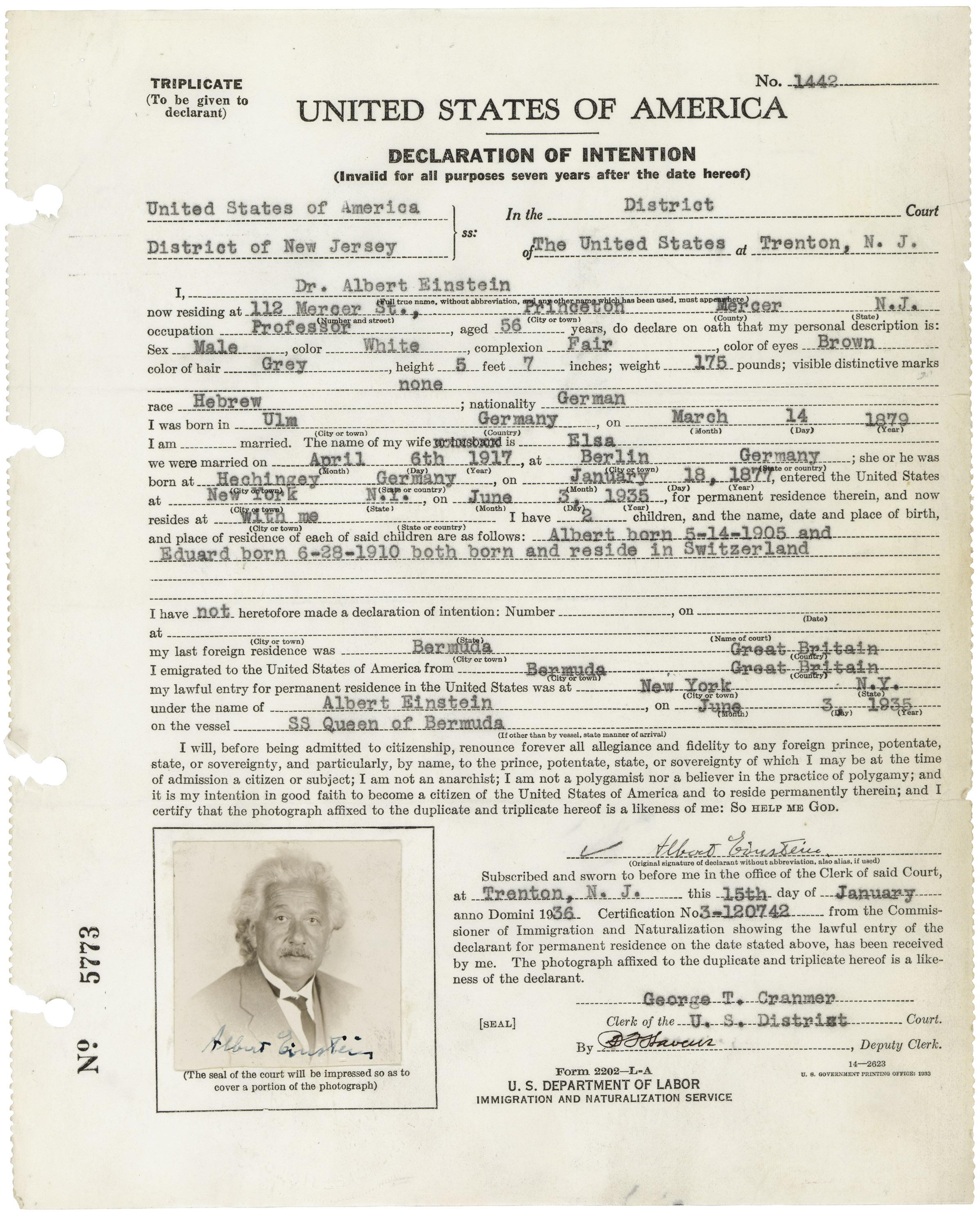
Декларация о намерениях в США. Альберт Эйнштейн

Первым куратором Архива Эйнштейна стал Зеев Розенкранц, который занимал эту должность с 1989 до 2003 года. В 2003 году каталог коллекции был выложен в интернет. С 2004 архив возглавляет Рони Грос. В январе 2008 Архив Эйнштейна вошел в состав Library Authority Еврейского университета. В июле 2008 года архив был перевезен в здание Леви в университетском кампусе в Гиват-Рам. С 19 марта 2012 выполняется работа над оцифровкой архива, и документы выкладываются онлайн. В этом проекте также принимало участие издательство Princeton University Press.